# Aeonium aguajilvense
Aeonium aguajilvense är en fetbladsväxtart som beskrevs av A. Banares. Aeonium aguajilvense ingår i släktet Aeonium och familjen fetbladsväxter. Inga underarter finns listade i Catalogue of Life.